# Derivada fracionária de Grünwald-Letnikov
Derivada fracionária de Grünwald-Letnikov é uma das definições para derivada fracionária.  Além de ser uma extensão da derivada do cálculo usual, pode ser escrita como uma série infinita destacando-se por ser uma ferramenta eficiente na resolução de problemas numéricos  . Foi introduzida por Anton Karl Grünwald, em 1867, e por  Aleksey Vasilievich Letnikov, em 1868. Algumas outras definições para derivada fracionária: Derivada Fracionária de Riemann-Liouville, derivada de Caputo, Riez e outras. 

## Formulação para derivada do Cálculo Clássico
Seja {\displaystyle f} uma função definida em um intervalo que contém o ponto {\displaystyle t_{0}} e que seja suficientemente bom e {\displaystyle n} a ordem inteira da derivada , podemos escrever
{\displaystyle D^{1}f(t_{0})\;=\;\lim _{h\rightarrow 0}{\dfrac {f(t_{0})-f(t_{0}-h)}{h}}}
{\displaystyle D^{2}f(t_{0})\;=\;D^{1}[D^{1}f(t_{0})]\;=\;\lim _{h\rightarrow 0}{\dfrac {f(t_{0})-2f(t_{0}-h)+f(t_{0}-2h)}{h^{2}}}}
{\displaystyle D^{3}f(t_{0})\;=\;D^{1}[D^{2}f(t_{0})]\;=\;\lim _{h\rightarrow 0}{\dfrac {f(t_{0})-3f(t_{0}-h)+3f(t_{0}-2h)-f(t_{0}-3h)}{h^{3}}}}
{\displaystyle .}
{\displaystyle .}
{\displaystyle .}
{\displaystyle D^{n}f(t_{0})\;=\ \lim _{h\rightarrow 0}{\dfrac {1}{h^{n}}}\sum _{k=0}^{n}(-1)^{k}{\binom {n}{k}}f(t_{0}-kh)}

## Definição da Derivada de Grünwald-Letnikov
A partir da formulação anterior a derivada segundo Grünwal-Letnikov é definida substituindo a ordem inteira  {\displaystyle n} por uma ordem arbitrária {\displaystyle \alpha } e o somatória por uma série infinita.
{\displaystyle D^{\alpha }f(t_{0})\;=\ \lim _{h\rightarrow 0}{\dfrac {1}{h^{\alpha }}}\sum _{k=0}^{\infty }(-1)^{k}{\binom {\alpha }{k}}f(t_{0}-kh)}
em que {\displaystyle {\binom {\alpha }{k}}\;=\ {\dfrac {\Gamma (\alpha +1)}{\Gamma (k+1)\Gamma (\alpha -k+1)}}.}

### Exemplo
Cálculo da derivada de ordem {\displaystyle {\dfrac {1}{2}}} de {\displaystyle f(t)}, em {\displaystyle t_{0}}:
{\displaystyle D^{\frac {1}{2}}f(t_{0})\;=\ \lim _{h\rightarrow 0}{\dfrac {1}{h^{\frac {1}{2}}}}\sum _{k=0}^{\infty }(-1)^{k}{\binom {\frac {1}{2}}{k}}f(t_{0}-kh)}
{\displaystyle D^{\frac {1}{2}}f(t_{0})\;=\ \lim _{h\rightarrow 0}{\dfrac {1}{h^{\frac {1}{2}}}}\left[f(t_{0})-{\dfrac {1}{2}}f(t_{0}-h)-{\dfrac {1}{2^{3}}}f(t_{0}-2h)-{\dfrac {1}{2^{4}}}f(t_{0}-3h)-...\right].}
Facilmente pode ser verificado que aparece o termo {\displaystyle {\dfrac {1}{2^{n}}}} e quando {\displaystyle n\rightarrow \infty } ,  {\displaystyle {\dfrac {1}{2^{n}}}\rightarrow 0}. Para problemas numéricos o truncamento pode ser feito rapidamente.